# Yoshiharu Ueno
Yoshiharu Ueno (Prefectura de Saitama, 21 d'abril de 1973) és un futbolista japonès que disputà un partit amb la selecció japonesa.